# Обеста
Обе́ста — річка в Росії (Курська область) та Україні (в межах Шосткинського району Сумської області). Ліва притока Клевені (басейн Дніпра).

## Етимологія
Майже до кінця XIX століття річка мала назву Абеста. Словник гідронімів України подає також такі назви річки: Обиста, Обста. Традиційно назву пояснюють як балтизм і виводять від лит. Abista — «ріка», де основа Ab- — «вода» і суфікс -(i)sta.
Доктор філологічних наук Костянтин Тищенко припускає походження назви річки від назви священної книги зороастрійців «Авести» (давньоір. apaesta — «обґрунтоване вчення»).

## Опис
Довжина 52 км. Площа водозбірного басейну 518 км². Похил річки 0,96 м/км. Долина коритоподібна, завширшки до 4 км, завглибшки до 30 м. Заплава завширшки до 500 м. Річище звивисте, завширшки до 2 м. Використовується на технічне водопостачання. Багато джерел, стік частково зарегульований ставками.

## Розташування
Бере початок біля села Акимівки. Тече спершу на північний схід, згодом під прямим кутом повертає на північний захід, потім — на південний захід (утворюючи в плані розтягнуту в ширину літеру П). Впадає до Клевені на північний захід від смт Шалигине.
Основні притоки: Студенок, Лапуга (ліві); Крупець (права).